# コスモタイガーII
コスモタイガーII（コスモタイガー ツー）は、SFアニメ「宇宙戦艦ヤマトシリーズ」に登場する、架空の宇宙戦闘機。デザイン担当は松本零士（原案デザイン）、宮武一貴（単座タイプと三座タイプ）、板橋克己（雷撃機と新コスモゼロ）。本記事では、『宇宙戦艦ヤマト2202 愛の戦士たち』に登場するコスモタイガーIについても記述する。

## 凡例
本記事は文中に作品名が多く登場するため、冒頭の本節に便宜上のシリーズ名および作品略称をあらかじめ明記する。
- 『宇宙戦艦ヤマト』 - 『ヤマト』
- 『さらば宇宙戦艦ヤマト 愛の戦士たち』 - 『さらば』
- 『宇宙戦艦ヤマト2』 - 『ヤマト2』
- 『宇宙戦艦ヤマト 新たなる旅立ち』 - 『新たなる旅立ち』
- 『ヤマトよ永遠に』 - 『永遠に』
- 『宇宙戦艦ヤマトIII』 - 『ヤマトIII』
- 『宇宙戦艦ヤマト 完結編』 - 『完結編』
- 『宇宙戦艦ヤマト 復活篇』 - 『復活篇』
- 『宇宙戦艦ヤマト2199』から始まるリメイク版のアニメシリーズ（以下、便宜上「リメイクアニメシリーズ」） 
  - 『宇宙戦艦ヤマト2199』 - 『2199』
  - 『宇宙戦艦ヤマト2202 愛の戦士たち』 - 『2202』
- PlayStationおよびPlayStation 2においてゲーム化したシリーズ（以下、便宜上「PSゲームシリーズ」）
  - PS用ゲーム『さらば宇宙戦艦ヤマト 愛の戦士たち』 - 『PS版さらば』
  - PS2用ゲーム『宇宙戦艦ヤマト イスカンダルへの追憶』 - 『イスカンダルへの追憶』
  - PS2用ゲーム『宇宙戦艦ヤマト 暗黒星団帝国の逆襲』 - 『暗黒星団帝国の逆襲』
  - PS2用ゲーム『宇宙戦艦ヤマト 二重銀河の崩壊』 - 『二重銀河の崩壊』

## 基本設定
通称「コスモタイガー」。『さらば』から『完結編』までの全作品に登場する。
ブラックタイガーの後継型として採用された地球防衛軍の主力宇宙戦闘攻撃機である。最も多く登場する「単座タイプ」のほか、複座のキャノピーに1人用銃座を備えた「三座タイプ」、三座タイプを元にした「雷撃機」が存在する。
機体外観の分類としては無尾翼デルタに属し、水平尾翼が無いのが特徴である。全長に対し全幅がかなり小さく、また2つのデルタ状垂直尾翼も極めて背が低い。主翼は内翼と外翼で構成され、極めて小型・小面積である。外翼には下反角がついている。
エンジンは2基搭載で、惑星の大気圏内外で両用可能。また本機はノンオプションのままの単体で地球大気圏の離脱が可能なほどの高推力を誇る。補助ノズルを機首部に左右下1基ずつ計3基、底部には左右に縦に2基の計4基を配置している。
劇中では主にヤマト艦載機として活躍しているが、月面基地（『さらば』、『ヤマト2』第5話）や木星基地（『ヤマト2』第18話）、地球本土基地（『永遠に』）などのように地上基地での運用もされている。その後、『復活篇』までの間に、後継機であるコスモパルサーに取って代わられ、退役した。デスラーもその性能を高く評価していたようで、ガルマン・ガミラス帝国時代に本機に似た設計思想の戦闘機「ゼーアドラーIII」を開発・配備している。
劇中では戦闘班の古代進やコスモタイガー隊員のみならず、工作班の真田志郎（『ヤマト2』第20話）や空間騎兵隊の斉藤始（『ヤマト2』第9話）が操縦したこともあり、アナライザーも『ヤマト2』第12話・第20話で三座タイプに同乗したことがある。
作画面では、アニメーターの金田伊功によって特撮を意識して勢いを強調したアクションシーンが描かれている。『さらば』にみられる、カメラアングルの動きを計算に入れてディフォルメされたコスモタイガーIIは「猫背の飛行機」とも形容されている。『永遠に』以降は、機首部が長く強調されたパースで描かれることが多くなり、動きもより多彩になっていった。
テーマBGMとして「新コスモタイガー」「FIGHT II」「FIGHT!コスモタイガー」「FIGHTコスモタイガーII」などが作曲されており、ヤマトシリーズの航空機としては2015年現在においてももっともBGMが多く作曲された機体である。特に「新コスモタイガー」は、コスモタイガーが登場しない『復活篇』『2199』においてもアレンジされ使用されている。
『さらば』時のファン人気投票では、次点のアンドロメダを抑えて1位となった。

## バリエーション

### 単座タイプ
『さらば』から『ヤマトIII』にまで登場する1人乗りのコスモタイガー。
機首下にアンテナを1本備える。ハードポイントは翼下に左右1か所ずつ、胴体下中央に1か所と胴体下両端に1か所ずつの計5か所である。本機専用ミサイルも設定されているが、増槽とデザイン・塗装が酷似していることから作画の際に混同されることも少なくはなく、『ヤマト2』までは一応明確に区別されていたものの、『永遠に』においてミサイルのデザイン設定が一新されたため、従来の「ミサイル」は姿を消し、代わりに「増槽」がミサイルとして扱われるようになっている（後述の新コスモゼロも参照）。
固定武装として、機首部に30mmパルスレーザー機関砲を左右に4門ずつ計8門と、主翼に12.7mm実体弾機関砲を左右に5門ずつ計10門備える。しかし、劇中では機首部から実体弾を出すシーン（『ヤマトIII』第9話・第25話）があるなど、描き分けはなされていない。キャノピー後部にエアブレーキとスラスターを1基備える。

塗装は灰色を基調とし、機首上面からキャノピー前部にかけて黒色に塗られ、機首・増槽・ミサイル先端、エンジンノズル部分がオレンジとなっている。山本明率いる山本隊の機体は、オレンジの部分を黄色に塗っている。

### 三座タイプ
『さらば』『ヤマト2』『永遠に』に登場。「戦闘爆撃機タイプ」と呼ばれることもある、3人乗りのコスモタイガー。内訳は機首キャノピーに2名、胴体背面の回転銃座に1名である。
機首下のアンテナが単座タイプの1本に対して2本であり、胴体下部のハードポイントは2か所のみ（中央部のものが無い）。固定武装は背面に20mm2連装パルスレーザー旋回機関砲を1基備えるが、機首部の30mmパルスレーザー機関砲が左右3門ずつ計6門に、主翼の12.7mm実体弾機関砲が左右3門ずつ計6門に減らされている。尾翼は引き込み式で、回転銃座の射界を妨げないようにしている。塗装は単座タイプに準ずる。

『さらば』では、古代操縦の本機に真田が同乗してカタパルト発進し、他機にも空間騎兵隊隊員が同乗して多数が都市帝国へ突入する。真田と斉藤によって動力炉に爆弾がセットされた後、残っていた1機が古代の操縦により加藤三郎を乗せて都市帝国を脱出したが、加藤は後部銃座で戦死していた。『ヤマト2』第12話では、空洞惑星の探査の為に加藤とアナライザーが、第20話では、敵機動部隊探査に真田とアナライザーが、三座タイプにそれぞれ乗り込み機動部隊を発見する。第25話では、突入シーンで古代と真田の乗る機体がコスモゼロに変更され、脱出シーンでは加藤操縦の三座タイプに古代と真田が乗り、操縦席で加藤が息絶えている。『永遠に』でも登場するが、地球の第7有人機基地に駐機されているところを暗黒星団帝国軍の戦闘爆撃機に破壊されただけで、活躍シーンはない。

### 雷撃機
『ヤマト2』第20話にのみ登場。三座タイプのバリエーション機。「CT-II改 雷撃機（コスモタイガーII改雷撃機）」と呼ばれる。
機首が短く切り詰められており、機首部のアンテナもない。胴体部両端のハードポイントに大型の対艦用ミサイルを2発、翼下のハードポイントに小型のミサイルを2発懸吊する。胴体背面に装備された自衛用の20mm2連装パルスレーザー旋回銃座以外は固定武装は無く、空戦能力は低い。機体は赤茶色系を基調としており、機首上面からキャノピー手前にかけて黒色に塗られ、機首・増槽・ミサイル先端、エンジンノズル部分が黄色となっている。

劇中では主力戦艦改造の宇宙空母に搭載されており、フェーベ沖で出撃。古代搭乗のコスモゼロの指揮下に入ってヤマト艦載のコスモタイガーと交代し、白色彗星帝国軍の空母を多数葬る。なお、古代は本機を「急降下爆撃機」と呼んでいる。

### 新コスモゼロ / 新コスモタイガー
『永遠に』『ヤマトIII』『完結編』に登場する単座タイプのマイナーチェンジ。元々は古代専用の「新コスモゼロ」として設定されたものだが、『完結編』では全機がこちらで描かれた。
胴体は単座タイプと同一だが、増槽・ミサイルの設定が改定されている。『さらば』『ヤマト2』でのミサイルの代わりに、増槽そっくりだが尾部が推進ノズルになっているデザインのミサイルが新たに設定された。また、胴体下左右のハードポイントに設置されたパイロンが、1つあたり2発ずつミサイルを搭載可能に変更されている。なお、従来のコスモタイガーIIのミサイルも『永遠に』以降は全て新コスモゼロのものと同デザインで描かれているため、形状面での両者の区別ポイントは実質ミサイル本数だけとなっているが、劇中での描き分けはできていない。
また、新コスモゼロは識別のために垂直尾翼がオレンジ色に塗装されている。当初は古代機専用のエンブレム（大鷲、または鷹が翼を広げた図）が考案されていたが、不採用となった。
『完結編』に登場する機体はカラーリングが変更され、機体上面を濃緑色、下面を明灰白色とする、いわゆる旧日本海軍機色となり、機首先端および機首下アンテナとキャノピーの縁、エンジンノズル上部が黄色に塗装されている。機首上面からキャノピー背面にかけてが白色で、加藤四郎の機体は垂直尾翼も白く塗られている。翼下のミサイルは海軍色に、胴体下両端のミサイルは灰色を基調として先端部分を紺色に塗られるなど、両者の区別がされている。
名称について、古代機が「新コスモゼロ」という名称なのは確かだが、他の機体に関しては不明瞭である。なお、コックピット内設定画には「新コスモゼロ」と書かれている一方で、三面図には「新コスモタイガー」と書かれている。
新コスモゼロの登場作品は『永遠に』『ヤマトIII』で、『永遠に』では黒色艦隊前線補給中間基地の攻略戦において、コスモゼロと同じくカタパルトから出撃し、他のコスモタイガーを率いている。『ヤマトIII』では、第2話でヤマトのカタパルト上で古代が本機を整備しているシーンがあるが、同作は古代が戦闘機で出撃する場面が無いため、その後は登場しなかった。
新コスモゼロ以外の機体については、『永遠に』で上記の通り作画ミスで描かれているほか、『ヤマトIII』の第4話と第5話でも同様に一部のカットで本機が描かれている。『完結編』では上記の通り、全機がこちらのタイプとなっている。

## PSゲームシリーズ
『PS版さらば』『イスカンダルへの追憶』『暗黒星団帝国の逆襲』『二重銀河の崩壊』に登場する。
本シリーズでは、「一式艦上戦闘攻撃機」という正式名が与えられている。西暦2201年に正式採用された最新鋭機で、『PS版さらば』での初登場の時点では、月面司令部航空隊に配備されたばかりとされている。

### 単座型
上記の全作品に登場する。単座タイプをリファインした機体。リデザイン担当は宮武一貴。
全体的に平べったく、機首やミサイルなどは断面がひし形状になる形となっている。諸元値はアニメ版と同じ。

リデザインするにあたっては、ステルス要素を少し取り入れている。時代の流れとして最新技術を取り入れたデザインにしようとしたというのが理由だが、ゲームとの相性の良さというもう1つの理由もある。元々3Dのゲームにおいては、キャラクターやメカなどがポリゴンで描写されるため、データ量を抑えるのには平面を組み合わせた多面体構成が有用であり、一方でステルス機の形状も、レーダーの反射を抑えるためひし形の平面を組み合わせた構成になっている。そのため、ステルスとゲームは親和性が高いと宮武が判断し、本機のデザインを大胆にアレンジすることにつながった。

### 複座型
『PS版さらば』に登場する。アニメ版での三座タイプに相当する機体。
ストーリー07「カストル宙域」や、ストーリー20「地球圏・対都市帝国戦」におけるムービー中に登場する。
ただし、複座型が画面上にはっきり登場するのは、ストーリー20での都市帝国からの脱出時のプリレンダムービー中のみで、他のシーンにおけるゲーム用3Dモデルや背景CGは単座型（機首下のアンテナが1本のみ）のものが使われている。また、当該ムービーで映る複座型のデザインはアニメ版三座タイプのものをほぼそのまま流用しているため、劇中における機体の外観が単座型とは異なる。

### 早期警戒型
『二重銀河の崩壊』に登場する。ゲームオリジナル機。デザイン担当は宮武一貴。
ステージ06「深淵の2人」限定のプレイヤーユニット。複座型をヤマト艦内で改造した機体で、型式名称は「一式艦攻改・複座艦上偵察機」。
機首部にアンテナや偵察カメラが追加され、主翼の先端も矢印状のアンテナになっている。また、円盤状のレドームを上部と下部に取り付けており、上部の方は必要があれば分離可能となっている。武装は、機首や翼部の機関砲が減らされている一方、背面に三連装の回転砲塔を装備している。コックピットの後部座席は後ろ向きになっている。
なお、劇中に登場したものとは別に、主翼先端のアンテナの形状が異なり、上部の円盤状レドームが無く、代わりに垂直尾翼部分が起倒式レドームになったデザインの機体も描かれている。

## リメイクアニメ
『2199』の続編である『2202』にて初登場する。
コスモファルコンの後継機。「波動砲艦隊計画」の一環である「次期主力艦載戦術戦闘攻撃機計画（CT計画）」における競争試作第II案として開発され、制式採用された機体。
本作では「1式空間戦闘攻撃機」という制式名称が追加された。「コスモタイガー」という名称は、「CT (Cosmo Tactical) 計画」の「CT」に「Cosmo Tiger」を当てた通称とされている。

### 単座型（リメイクアニメ）
コスモタイガーIIの基本タイプ。資料によっては「単座タイプ」とも。デザイン担当は玉盛順一朗。
キャノピーの窓の色が緑に変更された以外には、デザインに大きな変更はない。ただし、両側の半透明パーツ内部や機尾のエンジンノズル部分などは機能面での設定がより詳細に詰められている。また、主翼には折り畳み機構も追加されている。
旧作で設定が曖昧だった機体下部の装備に関しては、翼下のものはミサイル、胴体下のタンク状パーツはコスモゼロにも搭載されている「高機動ユニット」と設定されている。ミサイル自体についても、「標準戦術多弾頭ミサイル」という名称をした、より詳細な機構が設定されたものとなっている。4発の子弾を搭載した多弾頭ミサイルで、目標付近で子弾を発射する使用方法のほか、親弾をランチャーとして機体に装着したまま子弾を撃ち出す使用方法も可能。劇中では単に親弾をそのまま命中させている。
当初から派生型が考慮された設計となっているという設定が追加されている。ユニットを懸架した起伏の多いデザインも、ステルス性を重視して武装を内装式にしたコスモファルコンとは対照的に、「汎用性を重視して大型兵装を外装式とした」と理由付けされている。デザインした玉盛は「通常のステルス機能をもつコスモファルコンに対し、コスモタイガーIIはアクティブステルスのため、機体形状が先祖返りした」と考察していると小林誠より語られている。なお、ステルスに関しては、別資料ではステルスフィールド（レーダーを反射しにくい力場）によるものと解説されている。

本機は通常のCGモデルのほか、上述の金田伊功のパース画へのオマージュ版「バージョンK」が存在する。通常モデルよりも猫背で機首の長いモデルで、通常モデルからモーフィング（あるモデルから別のモデルへ、間の形状を補完しつつ変形させること）させることでパースを再現できるようになっている。『2202』劇中ではカメラアングルやメカの静動を問わずバージョンKが多用されており、ノーマル形状は格納庫内など一部に限定されている。

### 複座型（リメイクアニメ）
コスモタイガーIIの派生タイプの1つ。単座型のCGモデルに雷撃機の銃塔モデルを組み合わせたもの。
基本形状は単座型と同一で、上部に銃塔が追加されている。ただし、雷撃型とは位置・サイズが異なる。単座型と同じくバージョンKが登場している。
劇中では第24話・第25話の都市帝国戦にのみ登場する。主な出番は2式空間機動甲冑の運搬役としてのものであり、戦闘シーンでは活躍しない。

### 雷撃型
コスモタイガーIIの派生タイプの1つ。デザイン担当は玉盛順一朗。
雷撃に特化したタイプで、機体下面に大型の空間魚雷を2発懸架している。固定武装は、パルスレーザー機関砲の装備箇所が機首から機体下面に移動し、背面に動力銃塔が追加されている。
乗員も3名に増えており、コックピットが複座で、さらに動力銃塔に銃手として1名搭乗する。銃塔内は非常に狭く、銃手は体育座りのように身体を丸めて乗り込む。もっとも、銃身側よりハンドル側の方が移動レートが小さく（つまり銃手は小さな動作で銃身を動かせる）、第22話劇中で沢村は狭さに不満を示しつつも「使いやすい」と述べている。また、同じく沢村の弁より、機体の旋回半径も単座型より小さい模様。
本編第二章（第3話 - 第6話）公開頃の解説では、設計のみ完成しており、データ上のみの存在で実際の製造はまだされていないとされていた（もっとも劇中でその辺りの描写はされなかった）。劇中で初登場するのはシリーズ後半の第17話で、空母アンタレスの艦橋部の甲板上に2機映っている。その後、第22話で改装を受けたヤマトに単座型から一部入れ替わりで搭載されており、第24話の都市帝国戦に投入される。

なお、カラーリングは、プラモデル組立書の画では単座タイプと同色だが、劇中では旧作の雷撃機と同じように焦茶色となっている。

### その他バリエーション・派生装備
玉盛のアイデアにより、上部にレドーム、下部に探査プローブを装備した「彗星探査機」や、主翼先端から翼がさらに上下に広がり、対地ミサイルを12発装備した「対要塞攻撃機」とったバリエーション機のラフも描かれている。この2つを基にした機体は劇中にも背景として登場しており、第17話でアンタレスの甲板上に映っている。ただし、彗星探査機はレドームやプローブを装備している点や機首の機関砲が無い点などラフ画の要素が多く残っているが、対要塞攻撃機は単に多弾頭ミサイルをラフ画と似た配置で12発装備しているだけとなっている。
オプション装備として、「ワープブースター」という大型の長距離飛行用ユニットも設定されている。往復分となる2回のワープが行える使い捨てのブースターで、機体の2倍ほどの全長があり、大きな推進ノズルを2つ備えている。第5話で加藤三郎の単座型が使用してヤマトに合流し、その後ヤマト艦内で保存されていたところ、第13話で空間騎兵隊の2式空間機動甲冑を取りつかせ、テレザートに強行突入するのに使用される。

## コスモタイガーI
原典となる『完結編』までのシリーズにはコスモタイガーIは登場しないため、後年は作品ごとに異なる解釈のコスモタイガーIが設定されている。
後述する『2202』に登場する機体以外にも、PSゲーム版ではコスモゼロがコスモタイガー(I)という扱いになり、小説『宇宙戦艦ヤマト 黎明篇 アクエリアス・アルゴリズム』ではブラックタイガーの原型機という扱いになっている。詳細はそれぞれの機体の記事を参照。

### 『宇宙戦艦ヤマト2202』
『2202』に登場する。デザイン担当は小林誠。
制式名称は「試製艦載戦術戦闘攻撃機」。地球軍の次期主力機として競合試作された機体だったが、豊富な武装を搭載するための大型な形状と、操縦の困難さから艦載機としては採用を見送られた。しかし、その後月面基地で試験運用されており、山本玲が後進育成のための愛機としている。
他部隊でも少数が運用されている模様で、第17話ではアンタレスの航空甲板上に数機が露天繋止されている。
機体形状は主翼を2つ持つ複葉機で、機体本体から前進翼（上翼）、機体の下方へ大きく伸びた垂直翼の途中から後退翼（下翼）が出ている。ほか、背面後部に垂直尾翼、機首部にカナードをそれぞれ1対備える。上翼には小型ミサイルポッドを6セット計18基とビームカノンを2基、下翼には小型ミサイルポッドを2セット計6基と大型ミサイルポッドを2基懸架している。一方、機体自体には固定武装がない。
機首の中ほどには回転軸が設けられ、後述の駐機姿勢を含めどのようなロール角をとっても機首先端部（コックピットブロック）は水平を維持できる。また、推進器の排気ノズルには逆噴射装置を有する。
胴体下の垂直翼及び下翼の干渉を避けるため、機体を上下反転させ背面からランディングギアを展開する独特の駐機姿勢を取る。
本機は「『II』はあるのに『I』が無い」という疑問点に対する解答として、「高性能すぎて失敗作だった」という設定で登場することになった。

競合機という扱いのため、コスモタイガーIIとは繋がりの無いデザインとなっている。「既存の地球兵器とは根本的に設計思想が異なる機体」という前提の下にデザインされており、基本部分はシームレス戦闘機をモチーフとしている。このコスモファルコンやコスモタイガーIIと流れを異にする形状への理由付けとして、デザインした小林は『2199』で新ガジェットとして追加された「2180年代の地球・火星間での内惑星戦争」の設定を取り入れて、「火星軍の兵器を改造したもの」「異質な形状は元が火星環境に特化した機種であるため」という背景を考えている（公式設定かは不明）。

## コスモタイガーIII
小説『宇宙戦艦ヤマト 黎明篇 アクエリアス・アルゴリズム』に登場する。デザイン担当は西川伸司。
西暦2209年に正式採用されたコスモタイガーIIの直系の後継機。『黎明篇』制作スタッフの一人である岡秀樹によると、制式名称は「9式宇宙艦上戦闘攻撃機11型乙」とされる。
コスモタイガーIIの胴体を横倒しにして左右に配置したような恰好となっており、先代機よりも出力アップが図られている。武装は機首にパルスレーザー機関砲、主翼に実体弾機関砲、主翼下にハードポイントという構成（コスモタイガーIIと同じ）。胴体下面は左右に増槽を懸架しているほか、中央に大型兵装を搭載可能なハードポイントがあり、劇中ではドリルミサイルを搭載している。また、機体上面中央部には銃座などの追加装備が可能なスペースがある。
使いこなせさえすれば強力な機体ではあるが、明確な運用イメージを持たないまま開発を進めたため、速力と搭載能力の向上と引き換えに操縦性や航続距離が低下というトータルバランスを欠いた性能となり、ベテランパイロットからしか好評を得られない機体となった。さらにサイズは艦載機の規格にギリギリ収まる程度まで大型化してしまったため、艦載数も圧迫。これらの要因から広く支持を受けることはできず、後発のコスモパルサーに主力機の座を奪われることとなる。

劇中では坂本茂が最高責任者を務めるアステロイドベルトの基地「ステーション・シラサギ」に3機配備されており、地球圏へと突撃してくる都市衛星ウルクの残骸の迎撃に出撃。胴体下にドリルミサイルを搭載し、これを以てウルクの軌道を逸らそうとしたが、ディンギル側の妨害により発射できたのは3発中1発のみで、しかも狙いからずれた位置への命中になり、修正可能な程度にしか軌道を逸らせなかった。しかし、この軌道修正がわずかながら時間稼ぎとなり、その後の迎撃作戦が間に合うこととなった。